# Andrzej Ładyżyński
Andrzej Ładyżyński – polski pedagog, dr hab. nauk humanistycznych, profesor nadzwyczajny Instytutu Pedagogiki Wydziału Nauk Historycznych i Pedagogicznych Uniwersytetu Wrocławskiego

## Życiorys
28 września 1994 obronił pracę doktorską Szkoły zawodowe a gospodarka Galicji doby autonomicznej, 18 listopada 2009 habilitował się na podstawie pracy zatytułowanej Społeczne i kulturowe uwarunkowania adopcji w Polsce. Został zatrudniony na stanowisku adiunkta w Dolnośląskiej Wyższej Szkole Służb Publicznych „Asesor” we Wrocławiu i prorektora w Wyższej Szkole Zarządzania „Edukacja” we Wrocławiu.
Jest profesorem nadzwyczajnym Instytutu Pedagogiki Wydziału Nauk Historycznych i Pedagogicznych Uniwersytetu Wrocławskiego.